# 안젤라 피노키아로
안젤라 피노키아로(Angela Finocchiaro, 1955년 11월 20일 ~ )는 이탈리아의 배우이다.

## 출연 작품
- 혼자서 (2015)
- 라틴 러버 (2015)
- 웰컴 투 더 노스 (2012)
- 스포츠바 (2011)
- 웰컴 투 사우스 (2010)
- 아메레, 부기에 에 칼세토 (2008)
- 운수 좋은 날 (2008)
- 형은 외아들 (2007)
- 마음 속의 야수 (2005)
- 빨간 구두 (2004)
- 볼레레 볼라레 (1991)
- 맨 온 파이어 (1987)